# Vũ Hùng Vương
Vũ Hùng Vương (sinh năm 1951) là Thiếu tướng Công an nhân dân Việt Nam, Anh hùng Lực lượng vũ trang nhân dân, Ông hiện là Phó Chủ tịch thường trực Hội Cựu Công an nhân dân Việt Nam. Ông từng giữ chức Phó Tổng cục trưởng Tổng cục Cảnh sát Phòng, chống Tội phạm, Bộ Công an (Việt Nam). Ông là Cục trưởng của Cục Cảnh sát điều tra tội phạm về ma túy (C47) từ năm 1997 đến tháng 9 năm 2007.

## Sự nghiệp
Ông từng là Phó Cục trưởng Cục tham mưu Tổng cục Cảnh sát phòng chống tội phạm.
Ông có hơn 10 năm làm quyền cục trưởng, rồi cục trưởng C47 từ năm 1997 đến năm 2007. Dưới thời ông làm cục trưởng, cục C47 đã phát hiện hàng ngàn vụ mua bán ma túy lớn như vụ ma túy ở khu Thanh Nhàn, quận Hai Bà Trưng, thành phố Hà Nội (tức chuyên án 212N do ông làm trưởng ban), vụ vũ trường New Century, vụ Nguyễn Duy Dũng, Lê Mạnh Lương, và Nguyễn Văn Tám.
Tháng 9 năm 2007, ông được Bộ trưởng Bộ Công an Việt Nam Lê Hồng Anh bổ nhiệm làm Phó Tổng cục trưởng Tổng cục Cảnh sát Phòng, chống Tội phạm, Bộ Công an (Việt Nam).
Ông đã nghỉ hưu.
Ngày 17 tháng 8 năm 2023, Ông được bầu làm Phó Chủ tịch thường trực Hội Cựu Công an nhân dân Việt Nam nhiệm kỳ 2023-2028.

## Danh hiệu
- Anh hùng Lực lượng vũ trang nhân dân (2011)[4]
- 2 Huân chương Chiến công hạng nhất;[4]
- 2 Bằng khen của Thủ tướng Chính phủ;
- 8 huy chương các loại
- Nhiều bằng khen của Ủy ban Quốc gia, Bộ Công an và Tổng cục Cảnh sát,
- "Chiến sỹ thi đua cơ sở" nhiều năm liền.